# Starokladrubský kůň
Starokladrubský kůň (dříve Equus bohemicus) je nejstarší české plemeno, český chovatelský unikát, jehož původ sahá až na začátek novověku. Zároveň je to zřejmě jediné plemeno koní vyšlechtěné speciálně pro ceremoniální kočárovou službu na panovnickém dvoře. Do dnešních dnů si udržel barokní ráz. V současnosti se jedná o oblíbeného výstavního nebo rodinného koně, který je vhodný i pro vození dětí. Využívá se i v hiporehabilitaci. Své jméno dostal podle hřebčína v Kladrubech nad Labem. Obecně se dělí na dva typy podle barvy: bělouše a vraníky.
Starokladrubský vraník vznikl současně s běloušem. Vraníci ale zdědili více vlastností po tvrdých neapolských předcích, nebyli tak ustálení v exteriéru, tak byli některými bráni jako méně ušlechtilí. U císařského dvora byli používáni pro kočárovou službu v obdobích smutku, při smutečních obřadech, ale i při jiných příležitostech. Starokladrubští koně ale byli později používáni i k práci v hospodářství, pro svou vytrvalost a tahavost byli oblíbeni mezi některými chovateli a rolníky.

## Historie chovu

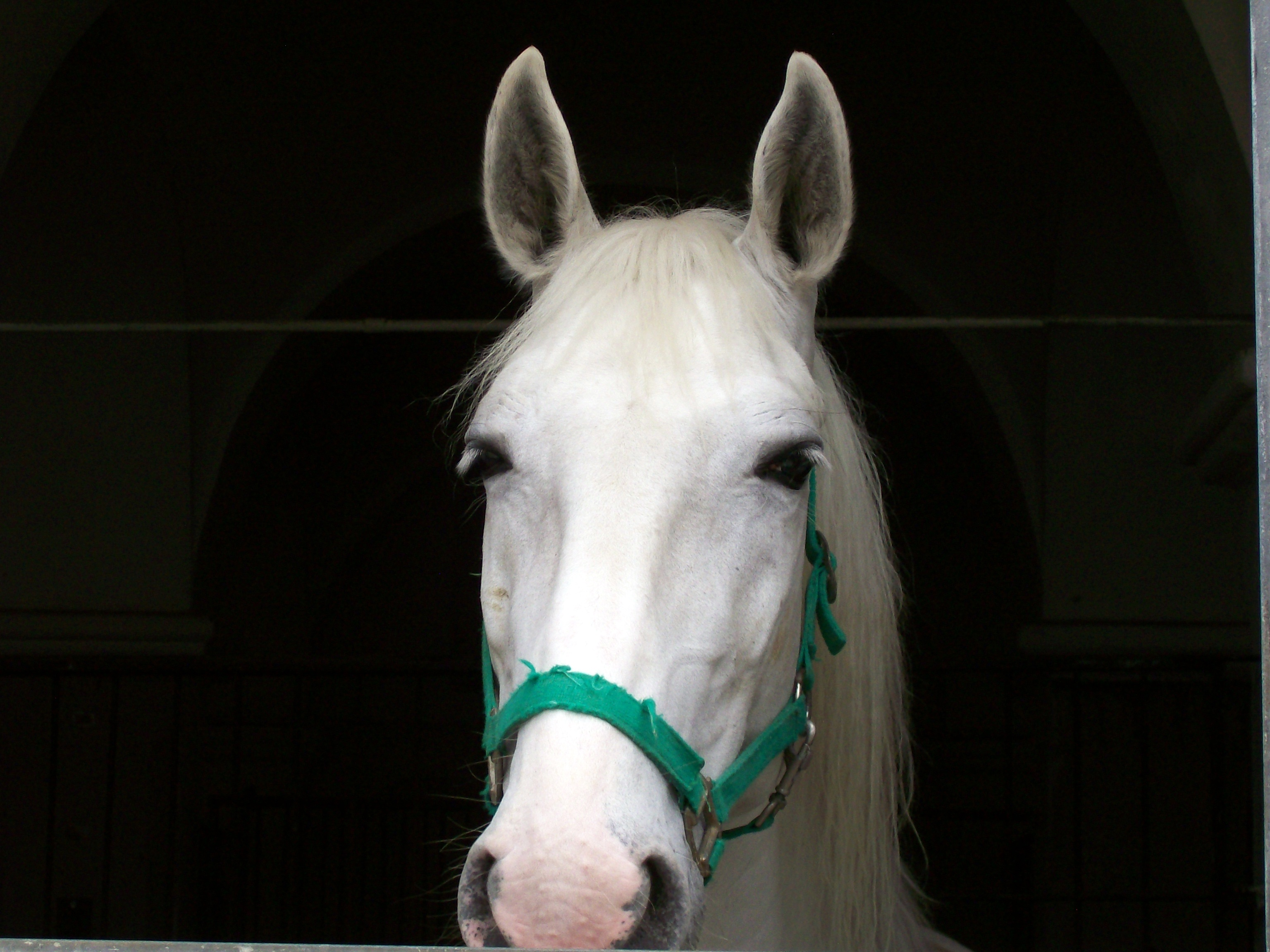
Hlava starokladrubského bělouše

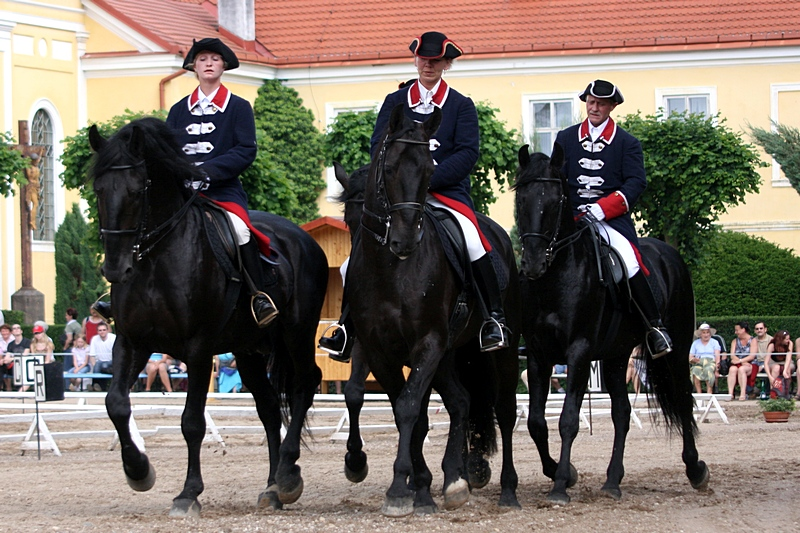

V roce 1579 založil Rudolf II. na místě dnešní obce Kladruby nad Labem hřebčín, který je v současné době jedním z nejstarších stále fungujících hřebčínů na světě.
Základem chovu byly domácí klisny zkřížené s dovezenými starošpanělskými a později staroitalskými (neapolskými) hřebci. Od 17. století byla vedena plemenná kniha, ve které bylo zaznamenáno přes 1 000 kusů starokladrubských koní. Někteří z nich měli údajně výšku v kohoutku 2 m, i když současní koně jsou menší. Během první poloviny 18. století, za vlády Karla VI., pak hřebčín zažil svůj největší rozkvět: chováno zde bylo přes tisíc koní.

Za sedmileté války hřebčín vyhořel. Koně byli včas evakuováni, ale bylo zničeno mnoho dokumentů o šlechtění a chovu. Císařovna Marie Terezie hřebčín zrušila, Josef II. ho ale později znovu obnovil. Po vzniku samostatného Československa se chov potýkal s mnoha problémy, protože koně byli mnohými vnímáni jako symbol habsburské monarchie.

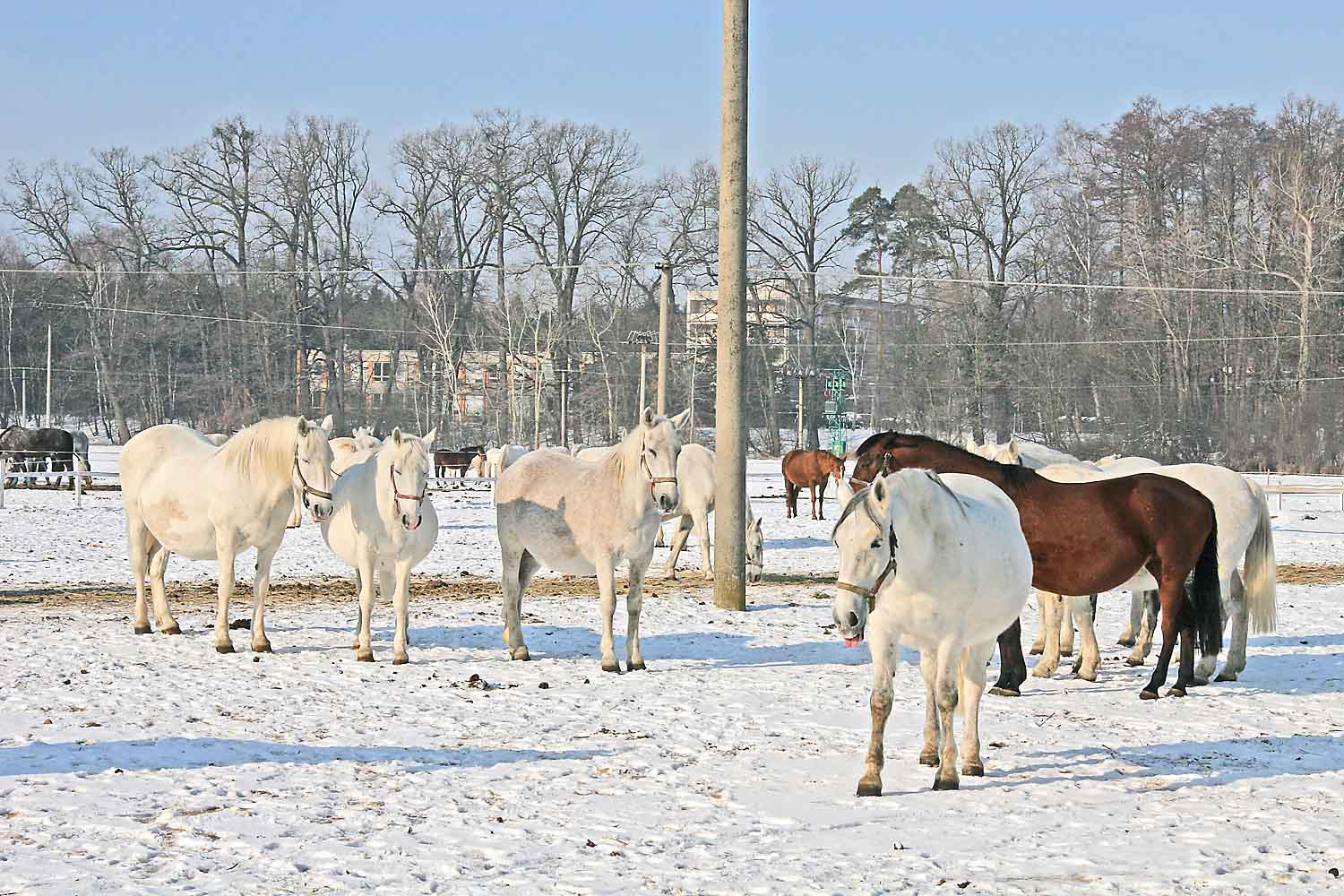
Stádo klisen starokladrubského bělouše v Kladrubech nad Labem

### Historie starokladrubského bělouše
Původ se vztahuje k vranému hřebci Pepoli, jeho potomek, hřebeček Imperatore byl otcem plemeníka jménem General. Ten měl 4 syny, kteří tvořili vlastní linie. Nejdůležitější byla linie Generale. Linie Generalissimus vymřela roku 1929, a posléze byla obnovena podle jména. Bělouši byli tedy chováni ve 2 liniích a 4 rodinách. Jedna rodina se rozštěpila na 3 další. Právě tato rodina má největší zastoupení a jména představitelek začínají písmeny E, A a P. Mezi další rodiny patří: C, R nebo nejmladší rodina S. Ve 20. století, až do uzavření plemenné knihy v roce 1996, byla v chovu použita i krev lipicánů, orlovských klusáků a arabských polokrevníků – Shagya arabů.

### Historie starokladrubského vraníka
Vraník stejně jako bělouš vznikl křížením domácích klisen se starošpanělskými a staroitalskými koňmi. Zakladateli dvou původních vraných kmenů byli hřebci Sacramoso a Napoleone. Poslední jedinec kmene Napoleone byl poslán na jatka roku 1924. Kmen Sacramoso téměř také vyhynul, ale nakonec se přece jen udržel. Prvotně byl založen vraným hřebcem Sacramoso italského původu, který se dostal do Kladrub z arcibiskupského hřebčína Riess u Salcburku. Tato linie Sacramoso se dlouho neudržela, nicméně byla brzy obnovena hřebcem Sacramoso narozeným v roce 1800 a pocházejícím z hřebčína olomouckého arcibiskupství v Kroměříži.
Po první světové válce, z nenávisti ke všemu habsburskému, vznikl záměr ukončit státem sponzorovaný chov starokladrubských koní, protože byli bráni jako zdegenerovaní a jako přežitek staré doby. Ponechat se mohl pouze omezený počet bílých jedinců. Vraníci byli považováni za méně ušlechtilé, asi proto, že s oblibou byli používáni v zemědělství, a tak se s likvidací začalo u nich, rozprodáváním koní sedlákům a na jatka. Pak se ale v roce 1938 zrodil plán v hlavě profesora Františka Bílka zachránit a zregenerovat toto mohutné zvíře. Na počátku se podařilo shromáždit tři hřebce z linie Sacramoso (Sacramoso XXVII – Aja 1917, Sacramoso XXVII 1917, Sacramoso XXXI – Solo 1927 – ten dal pak vzniknout nové linii Solo) a 11 klisen – pouze dvě z nich byly čistokrevné vranky. Regenerace probíhala nejprve v Průhonicích u Prahy. Poté se přestěhovala do výzkumné stanice pro chov koní ve Slatiňanech u Chrudimě. Chovná základna byla příliš malá a tak bylo nutno použít krom běloušů i hřebce nejvíce podobných plemen, především lipického koně, nejbližšího příbuzného plemene. Krom něj ale byli použití i fríští koně, orlovský klusák, Nonius a další. Tímto způsobem se podařilo starokladrubského vraníka zachránit. V zásadě se však jednalo o vzkříšení prakticky vyhynulého kmene selekcí založenou na morfologické a fenotypové podobnosti, avšak bez znalosti tehdy ještě nerozluštěného genetického kódu. V roce 1973 byl proces regenerace prohlášen za úspěšně splněný a pokračovalo se v udržovacím šlechtění.
Současný chov je založen na čtyřech základních liniích – pojmenovaných po hřebcích zakladatelích: Sacramoso, Solo, Siglavi Pakra (lipický kůň) a Romke (fríský kůň).

## Popis koně

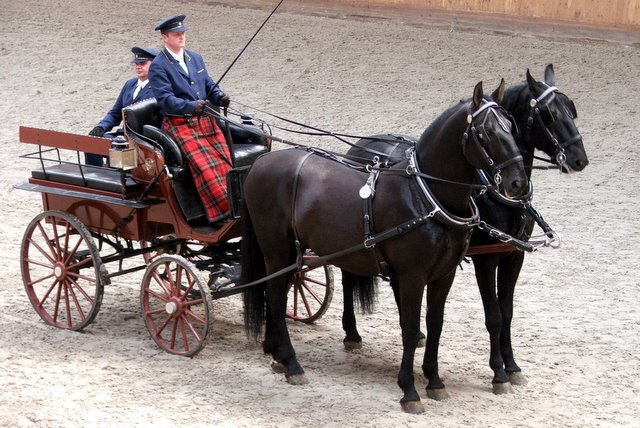

Starokladrubský kůň se řadí mezi těžší teplokrevníky. Jsou to koně velkého obdélníkového rámce s ušlechtilými proporcemi. Těžká hlava má klabonos typický pro starokladrubské koně, výrazné jsou i velké oči s živým a inteligentním výrazem. Jeho vysoko nasazený, mohutný, klenutý a středně dlouhý krk je i dobře osvalený. Kohoutek je méně výrazný. Kohoutková výška hůlková [KVH] se pohybuje v rozmezí 165–175 cm. Hrudník je hluboký a široký s přiměřeně dlouhou lopatkou, díky ní mají vysokou pohybovou akci. Obvod hrudi je okolo 205 cm. Záď je mohutná, široká, rovná nebo mírně skloněná. Původně byla záď střechovitá, ale přimícháním cizí krve se zakulatila. Mají delší a měkčí hřbet. Dobře kostnatý a suchý fundament. Nohy jsou silné, krátké se strmějšími spěnkami. Obvod holeně činí okolo 20–24 cm. Kopyta jsou tvrdá, dobře tvarovaná a prostorná. Charakteristická hustá hříva a ocas by se neměly stříhat ani jinak upravovat. Jejich elastické, kadencované a prostorné chody s vysokou akcí jsou pro ně typické a podtrhují majestátní vzhled tohoto koně. Hmotnost je okolo 700 kg.
Rozdíly mezi bělouši a vraníky nejsou z běžného pohledu velké, samozřejmě až na barvu srsti. Vraník je velmi tvrdý, mohutný teplokrevný kůň, méně robustní než bělouš. Trup je dlouhý, často válcovitý. Záď kratší a více skloněná než u běloušů. Mají výraznější klabonos. Tmavě hnědá, matně černá nebo lesklá černá srst nepřipouští bílé znaky. Chody jsou vysoké, energické, krátké, s rychlým klusem. Jejich krk je silný, nasazený výše než u běloušů.

## Charakter
Starokladrubský kůň je vysoký, silný s impozantním vzhledem. Vyznačuje se pozdním dospíváním a může se dožít až kolem 30 let. Je také vytrvalý. Klisny jsou relativně dobře plodné. Toto plemeno má živý charakter a klidný vyrovnaný temperament. Povahou bývá laskavý a ochotný. Někdy jim trvá trochu déle než pochopí, co po nich jezdec chce, proto by se případní majitelé měli obrnit trpělivostí. Ačkoliv je to velké plemeno, vyznačuje se citlivostí a jemností. Bývají to milí a přátelští koně, využitelní i pro vození dětí.
Vraník je s běloušem ve vlastnostech velmi podobný; je přátelský, klidný a pracovitý. V práci je spolehlivý, vytrvalý a rychlý. Díky těmto vlastnostem a dobré ovladatelnosti byl často používán v zemědělství.

## Kmeny

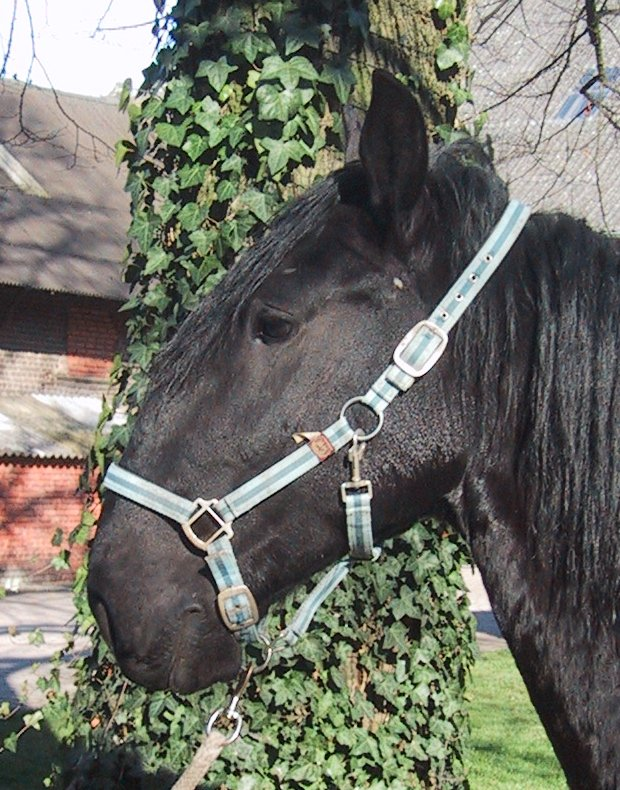

Zakladatelem stáda běloušů byl italsko-španělský hřebec Peppoli, od jehož potomků Imperatore, Generale a Generalissimus se chov vyvíjel v těchto kmenech

### Čistokrevné klasické kmeny
kmenové číslo — kmen – název (rok narození zakladatele)
- L1 — Generale (1787)
  - L11 — Generale-Generalissimus (Gss XXIII-1938)
- L2 — Favory (1779)
  - L21 — Favory-Generalissimus (Gss XXIX-1965)
- L3 — Sacramoso (1800)
- L31 — Solo (Sacramoso XXXI-1927)
- L12 — Napoleone (1845)
- L13 — Generalissimus (1797)

### Čistokrevné neklasické kmeny
- L4 — Siglavi Pakra (1946)
- L5 — Romke (1966)
- L6 — Rudolfo (1968)

Kmen Napoleone zanikl v roce 1922. Původní kmen Generalissimus (1797) zanikl v roce 1929 úhynem hřebce Generalissimus XXII. Znovu byl obnoven v roce 1941 zařazením jeho vnuka, hřebce Generalissimus XXIII (po otci Generale XXXIII z matky 407 Gss XXII), a v roce 1970 zařazením hřebce Generalissimus XXIX (po otci Favory IV z matky 817 Gss XXIII).

## Využití

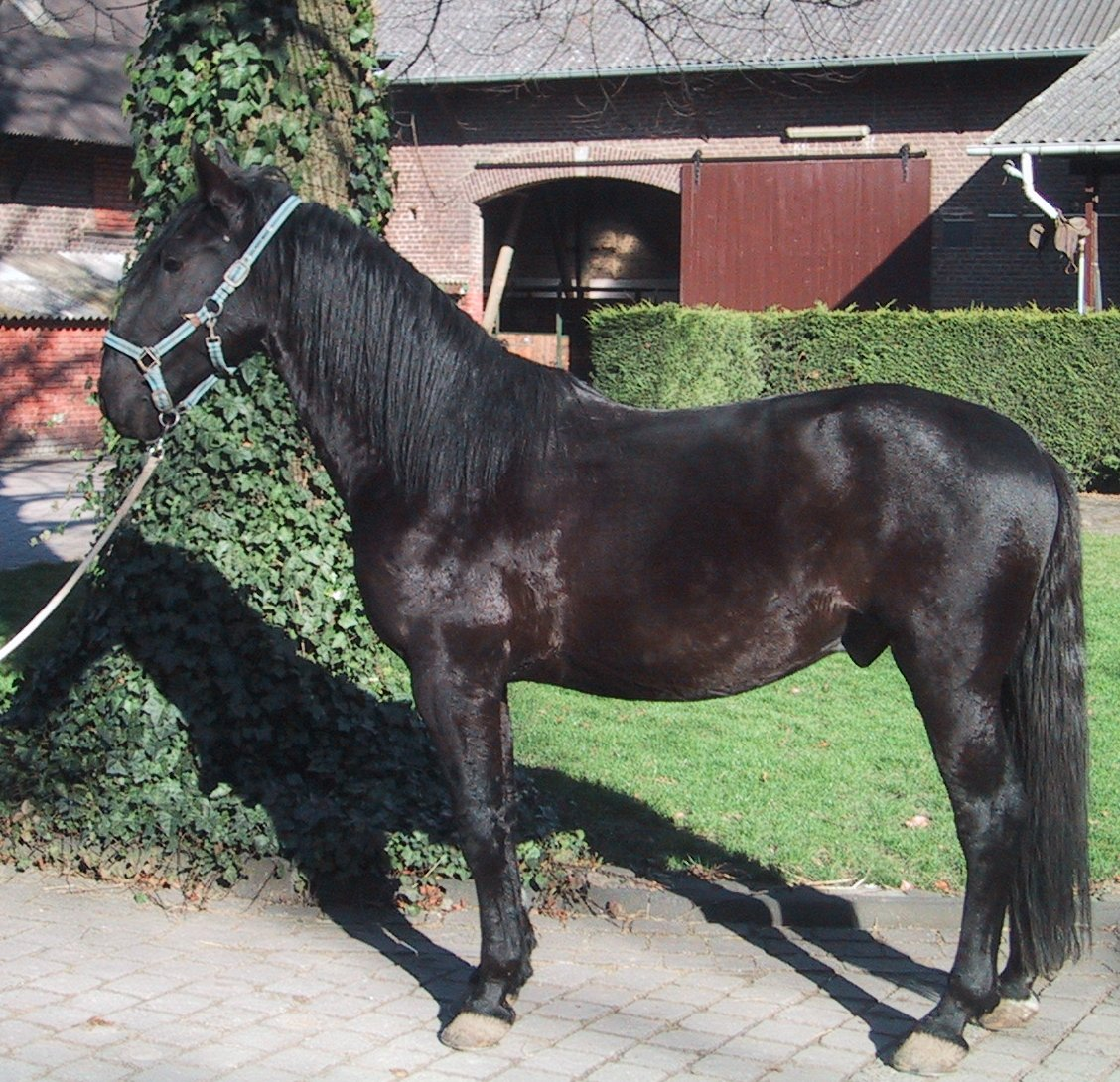
Starokladrubský vraník

Starokladrubští koně se uplatňují především jako koně kočároví. Díky tomu se proslavili po celé Evropě, nejčastěji ve čtyřspřeží. Zároveň stoupá jejich obliba v jízdě pod sedlem – v drezuře. Tito koně byli speciálně vyšlechtěni pro císařský dvůr. Dnes se díky svému vzhledu a reprezentativnímu chodu používají při přehlídkách a slavnostních akcích. Lidé si je také pořizují jako dobré společníky pro volný čas. V armádě se výborně osvědčil jako kyrysnický kůň. Pro jejich ovladatelnost a respekt vzbuzující vzhled si je oblíbila i jízdní policie. Pro své výborné povahové vlastnosti se tito koně využívají v hipoterapii. Další využití starokladrubských koní je ve vozatajském sportu, kde dosahují v rámci České republiky vynikajících výsledků a jsou jedni z nejlepších.

## Ocenění

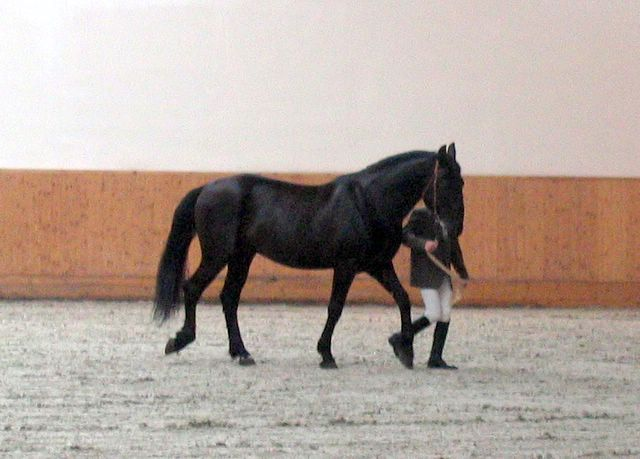

Starokladrubský kůň je světovým unikátem, nejen díky svému původu, ale i úspěšnou snahou chovatelů o vzkříšení původního českého plemene. V roce 1995 byl starokladrubský kůň prohlášen za kulturní památku. V roce 2002 pak bylo kmenové stádo starokladrubského koně v barvě bílé vyhlášeno za národní kulturní památku. Díky tomu je starokladrubský kůň jediným živým tvorem v České republice, který je pod památkářskou ochranou. Toto plemeno bylo také přijato pod ochranu FAO, odborné organizace OSN.